# Landek, Vojnik
Landek este o localitate din comuna Vojnik, Slovenia, cu o populație de 61 de locuitori.